# Franz Hemme
Franz Hemme (oder Hemmen, auch: Franciscus Hemme(n); * 1. März 1670 in Hannover; † 9. Juni 1731 in Scharzfeld) war ein evangelischer Geistlicher.

## Leben
Franciscus Hemme war der Sohn des Schneiders Hennig Hemmen und dessen Ehefrau Anna Margarete und wurde in der Marktkirche Hannover getauft. Er besuchte die Schule in Hannover und Celle und ging 1690 zum Studium der Theologie zunächst nach Helmstedt und 1691 nach Jena an die dortige Universität.
Zum 14. November 1695 erhielt Hemme eine Anstellung als Pastor an der Marienkirche in Minden. 1704 erschien von ihm die Leichenpredigt auf Gerhard Daniel Engering, den königlich preußischen Landphysikus des Fürstentums Minden, 1705 und 1706 Trauerreden auf Johann Georg Marggraf, Senior des Mindener Ministeriums, und dessen Frau.
Am 18. Juli 1708 wurde Hemme als Pastor an die Aegidienkirche Hannover berufen.
Im November 1730 wurde Hemme bei einer übel beleumdeten Frau angetroffen und betrunken nach Hause geführt. Vom Magistrat wurde er unter Hausarrest gestellt. Nachdem er eine Frist zum freiwilligen Amtsverzicht hatte verstreichen lassen, wurde er am 6. Januar zu Hause streng verhört und „des Nachts 11 Uhr in einer Sänfte nach dem Rathhause gebracht“.
Der Skandal um den Lebenswandel des Pastors war damals weit verbreitetes Gesprächsthema. So schreibt Johann Christoph Gottsched im Januar 1731 in einem Brief aus Uelzen: „In diesem Hannover ergehet über den gottlosen sienbenzig iährigen Prediger Hemmen ietzo eine scharfe Untersuchung und er sitzet würcklich auf dem Rathhause. Das entsetzliche und ohne Zweifel bereits bekannte Ärgerniß, so er gegeben, ist eine Ursache zu haüfigen Pasquillen gewesen, damit sich ietzo jedermann träget.“
Am 20. Januar 1731 wurde Hemme zu lebenslanger Haft verurteilt und „zu Nacht … nach dem Schlosse Scharzfels, im Fürstenthum Grubenhagen, in beständige Haft gebracht“. Er starb nur wenige Monate später in der Haft zu Scharzfels.